# Ա

Աとա

筆記体

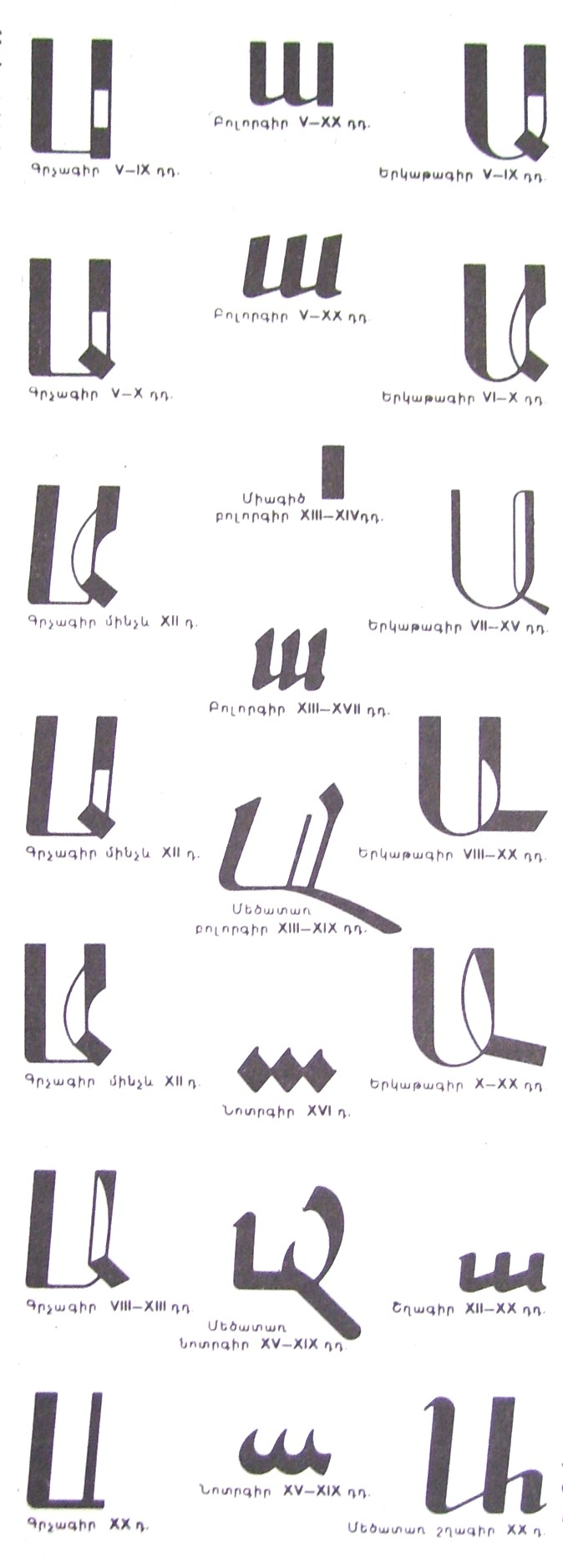
Աとաの様々な書体

Ա, ա（アルメニア語: այբ、発音は東アルメニア語でayb、西アルメニア語でayp）は、アルメニア文字の最初の文字である。由来はギリシャ文字の「α」であり、他の多くのアルメニア文字と同じく上部の弧を切り落とすことによって変換されると考えられる。また、他の多くの言語と同じように、アルメニア語ではアルファベットのことを「アイブベーナ」（այբուբենը）呼び、最初の2文字・ԱとԲの呼び名に由来する。

## 歴史
アルファベットの初期のバージョンである「鉄の文字」では、「Ա」は2本の垂直線で構成され、下だけがつながっており、大文字と小文字はサイズだけが異なった。その後、3本の垂直線からなる小文字の「ա」が出現したため、最初のタイプには大文字の役割が割り当てられ、後出のタイプは小文字が割り当てられた。中世の写本には、これら2つのタイプの他にも多くの種類がある。Աの最も珍しい形態の1つは、1本だけの垂直線からなる「I」である。「ayb」という名前も、ギリシャ語の「alpha」とセム語の「aleph」の両方と一致している。

## 使用

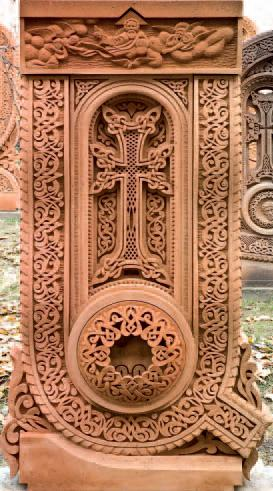
Ա形のハチュカル

東アルメニア語と西アルメニア語では同じく[ɑ]（非円唇後舌広母音）を表し、ラテン文字化する時は「A」と記す。記数法では1を表す 。
この文字は主に語頭または語中に出現し、語末にあることは少ない。また、宗教上ではこの文字が神の象徴と見られる。「Աստուած」（神）と「Արարիչ」（創造主）という言葉がこの文字から始まる。

## 書体

## 符号位置
| 文字 | Unicode | JIS X 0213 | 文字参照        | 備考 |
| ---- | ------- | ---------- | --------------- | ---- |
| Ա    | U+0531  | -          | &#x531; &#1329; |      |
| ա    | U+0561  | -          | &#x561; &#1377; |      |